# Plinio Nomellini

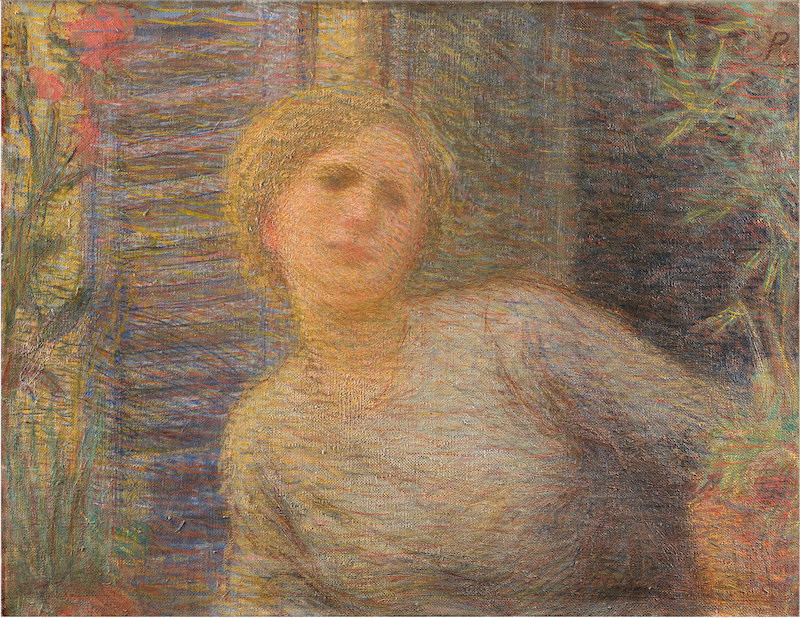
Ragazza alla finestra, 1891-1893 (Fondazione Cariplo)

Plinio Nomellini (Livorno, 6 agosto 1866 – Firenze, 8 agosto 1943) è stato un pittore italiano della corrente divisionista.

## Biografia

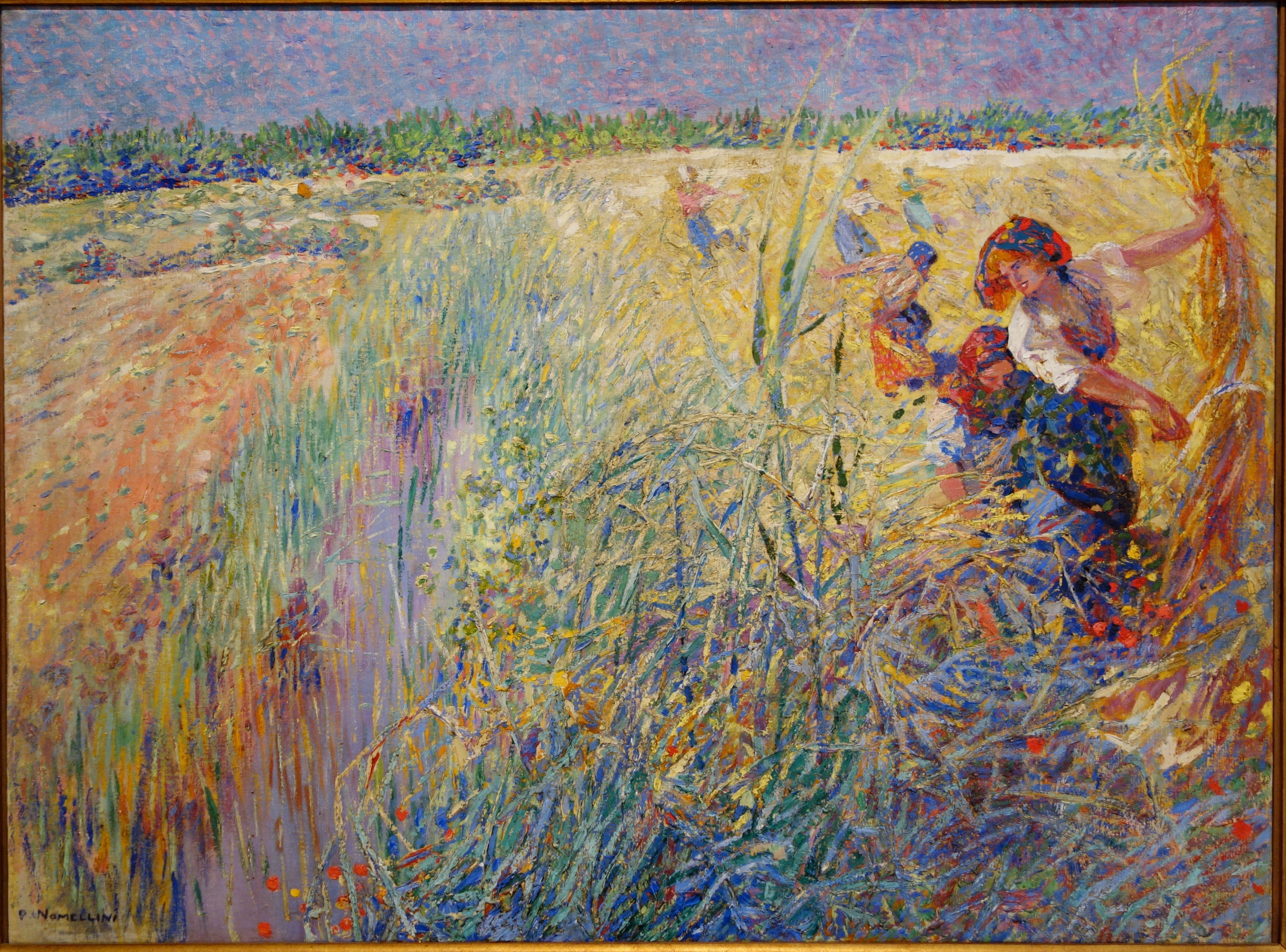
Il raccolto (1910-1915)

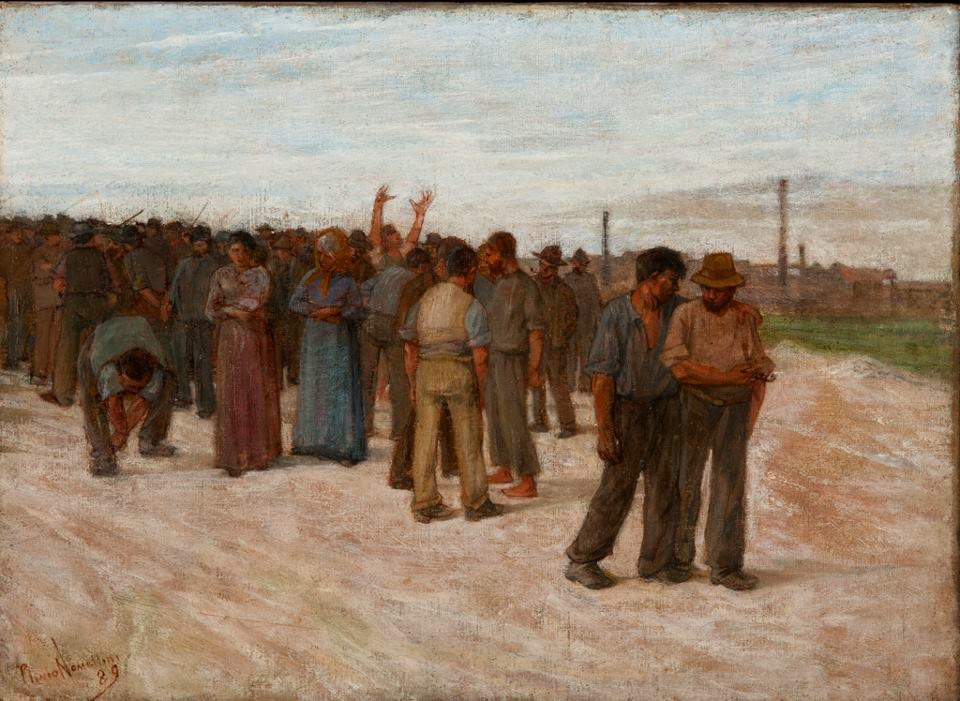
Sciopero Londinese (1889)

Nomellini nacque a Livorno nel 1866 da Coriolano Nomellini, funzionario di dogana, e sua moglie Cesira Menocci. Frequentò negli anni 1883 e 1884 la scuola comunale di Arti e Mestieri a Livorno e i corsi di disegno di Natale Betti, e poi l'Accademia di belle arti di Firenze dove insegnava Giovanni Fattori. Entrò inoltre in contatto coi macchiaioli Silvestro Lega e Telemaco Signorini.
Nel 1890 si trasferì a Genova e vi rimase fino al 1902. Partecipò alla Promotrice Genovese e fu l'animatore principale in quel periodo della pittura genovese. Attorno a lui si formò il "gruppo di Albaro" (Giuseppe Sacheri, Eugenio Olivari, Angelo Balbi, Edoardo De Albertis, Angelo Vernazza) che condivise un'impostazione artistica innovatrice. In questo periodo alternò un divisionismo di matrice sociale a un altro di stampo paesaggistico.
Nel 1894 fu arrestato e processato per partecipazione a riunioni anarchiche, in quello che fu detto il "processo pallone", in quanto montatura ideata dal questore Sironi. A testimoniare in difesa di Nomellini, indagato per la sua amicizia con l'anarchico Luca Galleani, venne Telemaco Signorini. Nel periodo della sua prigionia l'artista eseguì alcuni disegni aventi come soggetto i carcerati nelle carceri di Sant'Andrea.
Partecipò all'Esposizione di Torino nel 1898 e dal 1899 regolarmente alla Biennale di Venezia.
Nel 1902 lasciò Genova per trasferirsi a Torre del Lago dove frequentò Giacomo Puccini, Galileo Chini, Eleonora Duse, Grazia Deledda, Gabriele D'Annunzio. Nel 1907 allestì la sala alla Biennale di Venezia L'arte del sogno con Chini, Gaetano Previati e De Albertis. In quell'occasione espose il dittico con i dipinti La nave corsara e Gl'insorti, Garibaldi e Alba di Gloria.
Il 27 giugno 1914 fu iniziato in massoneria nella Loggia Felice Orsini di Viareggio, il 22 marzo 1916 divenne maestro massone.
Nel 1919 si trasferì definitivamente a Firenze. Dal 1939 al 1943 fino alla morte nel 1943 fu presidente del Gruppo Labronico.
Negli anni venti aderì al fascismo. Ciò si ripercosse nella sua attività pittorica: ad esempio, il dipinto Incipit nova aetas (Museo civico Giovanni Fattori di Livorno) rappresenta la venuta a Firenze delle camicie nere.
Sue opere si trovano nei più importanti musei italiani, nelle collezioni di varie fondazioni bancarie, alla Camera di commercio di Genova, all'Accademia di Ravenna. A Livorno, un'Annunciazione è ospitata nella Sala del Consiglio della Camera di Commercio (Palazzo della Dogana). Nomellini realizzò anche numerosi cartelloni pubblicitari. Tra i più importanti è possibile ricordare quelli per l'Olio Sasso (1908), e quelli per l'inaugurazione dei monumenti a Giuseppe Garibaldi a Sanremo (1908) e alla Spedizione dei Mille a Genova (1915).

## Periodi artistici
Dopo un'iniziale formazione macchiaiola, condotta all'insegna del maestro Giovanni Fattori, Nomellini si distacca, almeno parzialmente da quella tradizione. Il quadro che rappresenta ufficialmente il distacco è il fienaiolo del 1888, presentato alla promotrice di Firenze, che ottiene la stima incondizionata di Telemaco Signorini e lo scetticismo, se non addirittura il rancore, del caposcuola Giovanni Fattori, che lo informa del rischio di diventare “servo umilissimo di Pissarro e Manet”. Questo ammonimento contiene del resto una verità: Nomellini, complice l'amico pittore Alfredo Müller, sta imboccando una strada diversa, sul crinale di una nuova arte che in Francia chiamano impressionismo. Il mecenate Diego Martelli battezzerà così Plinio Nomellini, Ferruccio Pagni, Francesco Fanelli, Giorgio Kienerk, come impressionisti livornesi. In realtà Nomellini in questo momento è soltanto un postmacchiaiolo che sta portando avanti un proprio percorso, scevro di compromessi. Le ragioni per cambiare ci sono tutte: la Francia propone nuovi modelli che possono essere adattati all'ambiente artistico italiano. Nomellini diviene con Angelo Morbelli e Pellizza da Volpedo uno dei maggiori esponenti del divisionismo di stampo sociale.
La sua militanza anarchica, come si sa, gli procurerà non pochi problemi, ma finì per fungere da viva ispirazione per la sua arte. Alla svolta degli anni '90, condotta anche attraverso i moduli di un chiaro divisionismo di stampo paesaggistico con ambientazione ligure, segue quella del nuovo secolo, il XX, quando le istanze simboliste si fanno largo nella sua pittura. Rivaleggia in eleganza con Galileo Chini, prima che le sirene di una nuova epoca, densa di retorica, lo rapissero con il suo abbraccio. Dipingere il fascismo e i temi a questo cari non depone a suo favore, specialmente tra i posteri. Dopo la guerra l'ostracismo della critica si farà sentire per almeno vent'anni, prima che Carlo Ludovico Ragghianti in una celebre mostra del 1966 a Palazzo Strozzi lo sdoganasse, riportandolo nell'ambito più a lui congeniale e meritato: la storia dell'arte. Già nel 1948 Giovannino Guareschi lo aveva ricordato in un capitolo del Don Camillo per rappresentare allegoricamente un momento di un certo affiatamento pacifico tra Don Camillo e Peppone sul tema della prima e della seconda guerra mondiale.

## Opere principali
- L'uliveta ( Le fascinaie), 1886
- Lucilla (la Ninina), 1881- 1889, Pavia, Pinacoteca Malaspina
- Il fienaiolo, 1888, Museo civico Giovanni Fattori, Livorno
- Lo sciopero, 1889, Tortona, Il Divisionismo, Pinacoteca Fondazione Cassa di Risparmio di Tortona
- I mattonai, 1889
- Marina ligure (o Il golfo di Genova), 1891, Tortona, Il Divisionismo, Pinacoteca Fondazione Cassa di Risparmio di Tortona
- Mare di Genova, 1891
- Piazza Caricamento, 1891, Tortona, Il Divisionismo, Pinacoteca Fondazione Cassa di Risparmio di Tortona
- Sotto il pergolato, 1891-93
- La diana del lavoro, 1893
- La sinfonia della luna, 1899, Galleria internazionale d'arte moderna di Venezia
- La colonna di fumo ( Il fuoco), 1900, Galleria d'Arte Moderna Ricci Oddi, Piacenza
- Nel divino del pian silenzio verde, 1900
- Ultimo raggio di sole, 1900
- I tesori del mare, 1901, Galleria Nazionale d'Arte Moderna, Roma
- San Rossore, 1900
- Ditirambo, 1905, Galleria d'arte moderna Giannoni, Novara
- Prime letture, 1906, Galleria d'arte moderna di Milano
- Garibaldi, 1907, Museo civico Giovanni Fattori, Livorno
- Alba di Gloria, 1907
- Baci di sole, 1908
- Gente nuova, 1909, Galleria d'arte moderna, Nervi
- Bambina, 1910
- La sorella minore, 1911, Galleria d'arte moderna, Roma
- Pioggia imminente (Pioggia di primavera), 1912
- Mezzogiorno, 1912
- Grazia Deledda, 1912-1914
- Bambine al mare, 1912-1913
- Festa di Pietrasanta, 1912
- Festa di Camaiore, 1913
- I cipressi di Volterra, 1914
- Gioia Tirrena (Isadora Duncan), 1914
- I pavoni, 1916
- Tra sole e luna, 1919
- Alle porte d'Italia, 1919
- La villa di Tiberio a Capri, 1922
- Incipit nova aetas, 1924, Museo civico Giovanni Fattori, Livorno
- Primula, 1925, Civico museo Revoltella, Trieste
- La difesa di Firenze, 1927
- Calipso, 1927
- Le rose di poggio imperiale, 1927
- Il roseto, 1927
- Saluto alla bandiera, 1927, Palazzo della Provincia, Livorno
- Esodo, 1928
- Ali eroiche, 1929, Galleria d'arte moderna, Nervi
- I bersaglieri, 1930
- Il polledro, 1931
- Illustrazioni della rivista "La Riviera Ligure" (opera grafica)

## Note

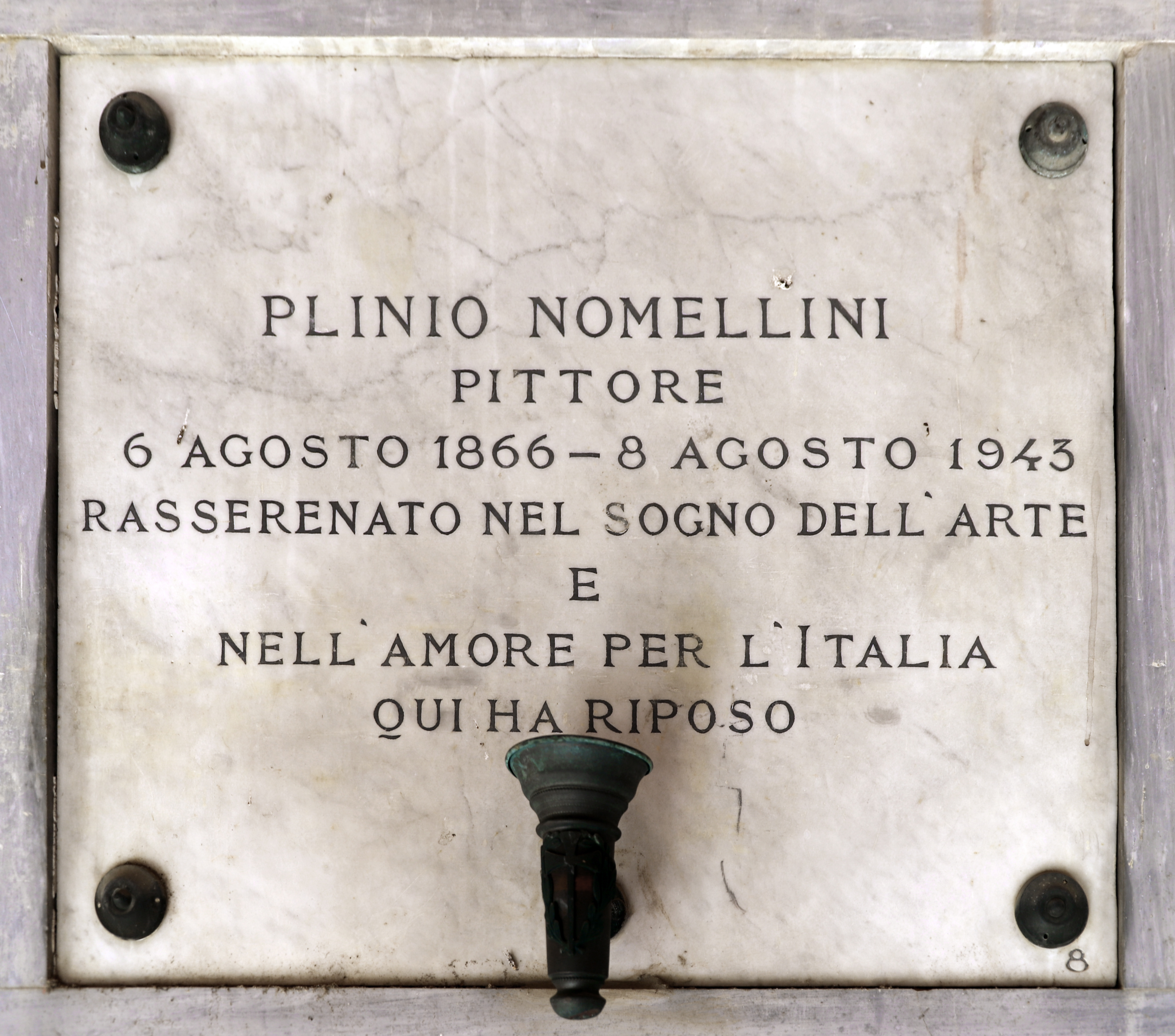
La tomba al cimitero di San Felice a Ema, presso Firenze